# Kawasaki Zephyr 550
Kawasaki Zephyr 550 je motocykl japonského výrobce Kawasaki kategorie nakedbike, vyráběný v letech 1991–1999. Silnější modely jsou Kawasaki Zephyr 750 a Kawasaki Zephyr 1100, pro Japonsko se vyráběl slabší Zephyr 400.

## Popis
Nakedbike klasické koncepce se vzduchem chlazeným řadovým čtyřválcem z roku 1981, původem ze sportovního modelu Kawasaki GPZ 550 a chopperu Kawasaki Z550. Zátah motoru je slušný už od středních otáček a jeho zvukový projev patří k těm lepším. Odpružení je zaměřeno spíše na komfort, ale stabilita je celkem slušná i ve vyšších rychlostech. Díky pohodlnému sedlu a posezu za řídítky se celkem hodí také na delší cestování a bez problémů i do města.

## Technické parametry (modelový rok 1999)
- Rám: dvojitý kolébkový ocelový
- Suchá hmnotnost:
- Pohotovostní hmotnost: 206 kg
- Maximální rychlost: 173 km/h